# Laforsen

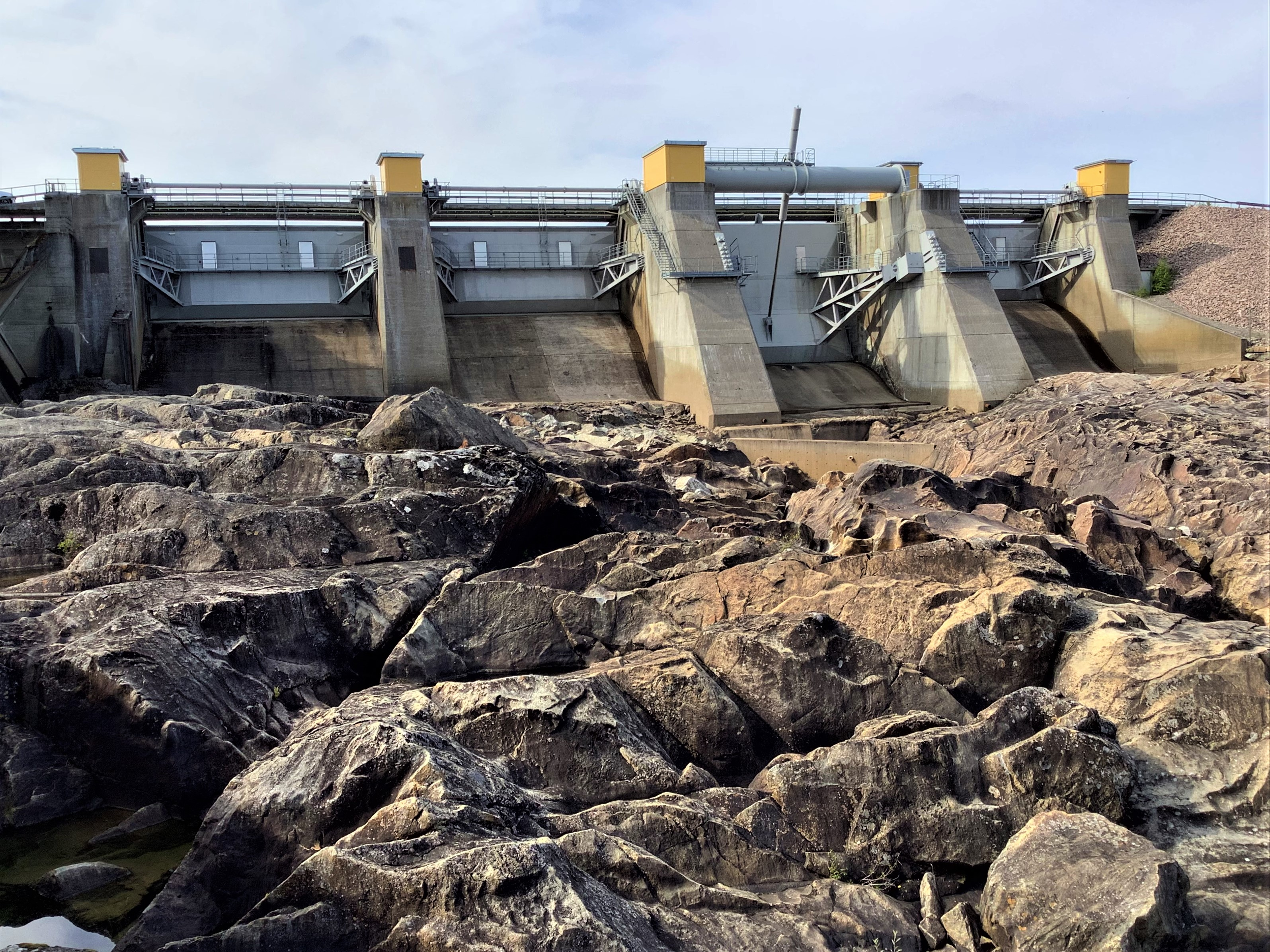
Laforsens kraftverk

Laforsen var en fors i Ljusnan i Ljusdals kommun, där det byggdes ett kraftverk av Stockholms Superfosfat Fabriks AB 1953 med en effekt på 57 MW och en årsproduktion på 330 GWh. Det ägs nu av Fortum.
Forsen hade en total fallhöjd på 24,7 meter därav 7,8 meter i ett steg. Namnet var Lagforsen 1540 och betydde gemensam fors, där många hade fiskerätt.

## Laforsen i kulturen
Laforsen har blivit en symbol för förstörd natur i Hälsingland. Ett exempel är att Albert Viksten skrev boken Laforsen 1956 där han kallar forsen för hembygdens hjärta.   Filmerna Driver dagg faller regn från 1946, Livet i Finnskogarna från 1947 och Hammarforsens brus från 1948 har scener vid Laforsen.

## Historia

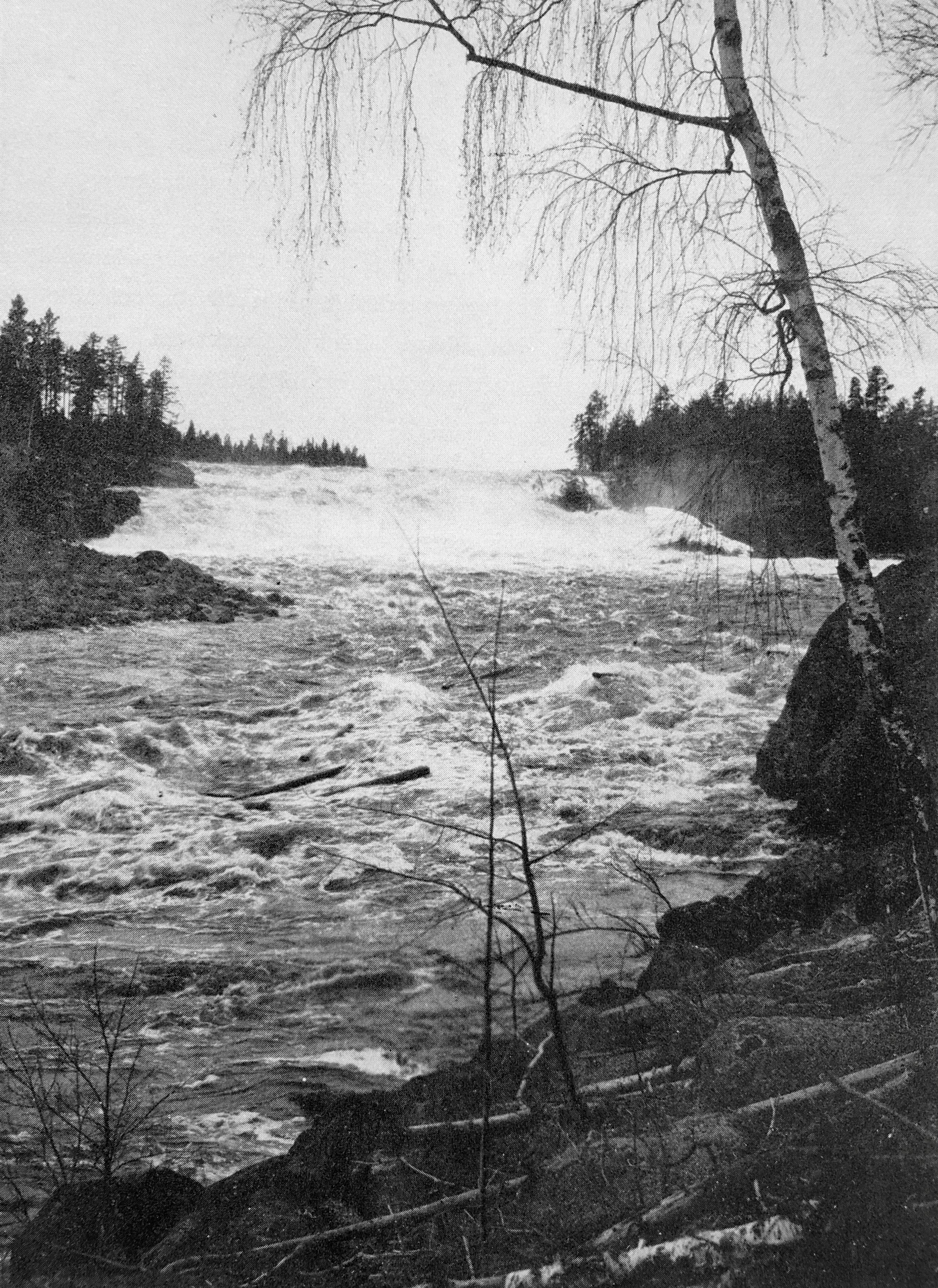
Vattenfallet innan dammen

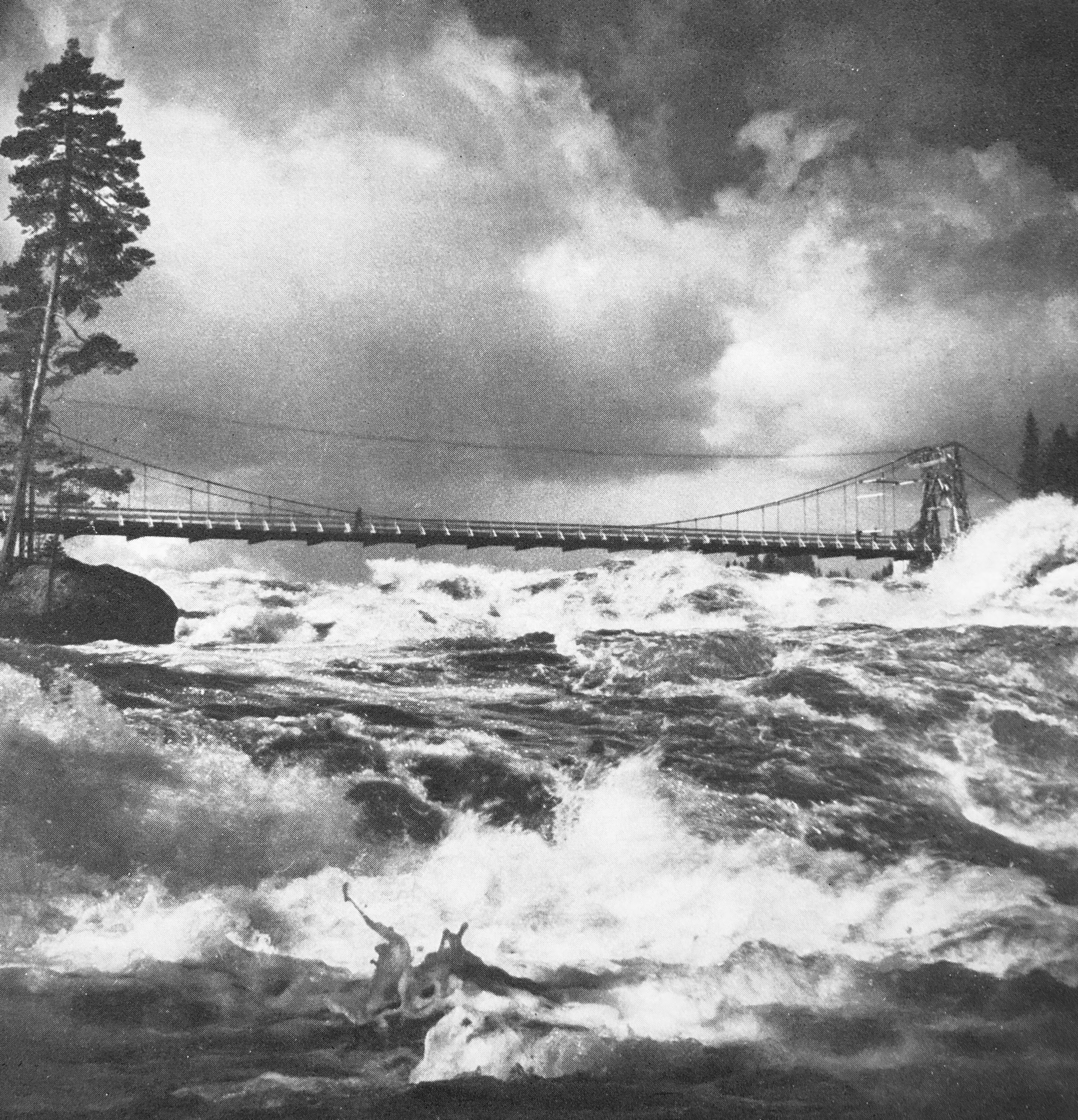
Vattenfallet innan dammen

Laforsen var innan kraftverksdammen med sina 22 meters fallhöjd södra Norrlands högsta vattenfall. Kraftverket byggdes 1953. Pingstfesterna vid Laforsen samlade enorma människomassor före andra världskriget. På norra sidan ligger Rövargrottan. En 9 000 år gammal stenåldersboplats ligger vid Laforsen. Boplatsen tros vara över 25 000 kvadratmeter stor och mer än 200 individer har tillfälligt bott i närheten av fallet.

### Bildgalleri

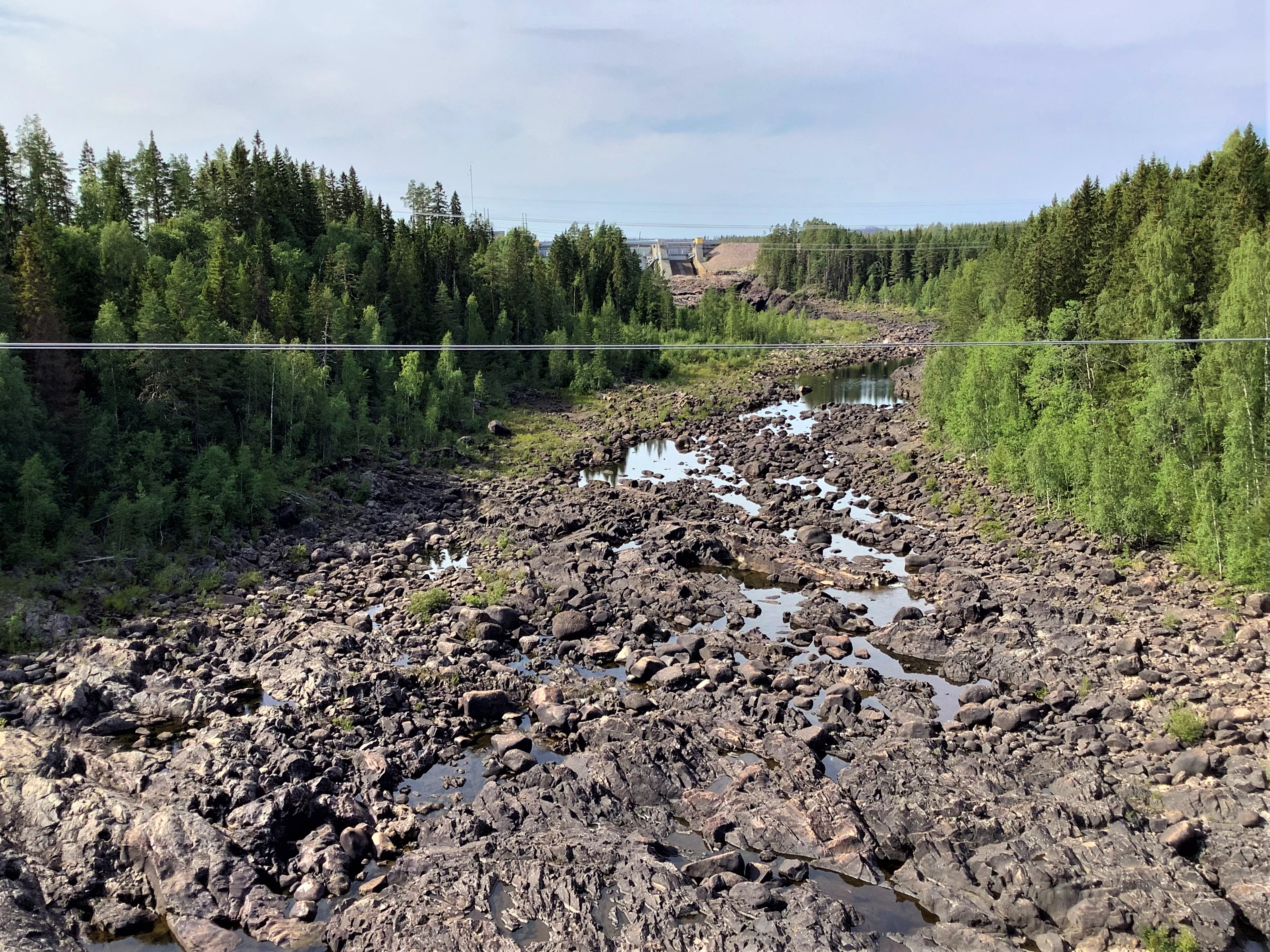
Laforsen sett från bron nedströms.
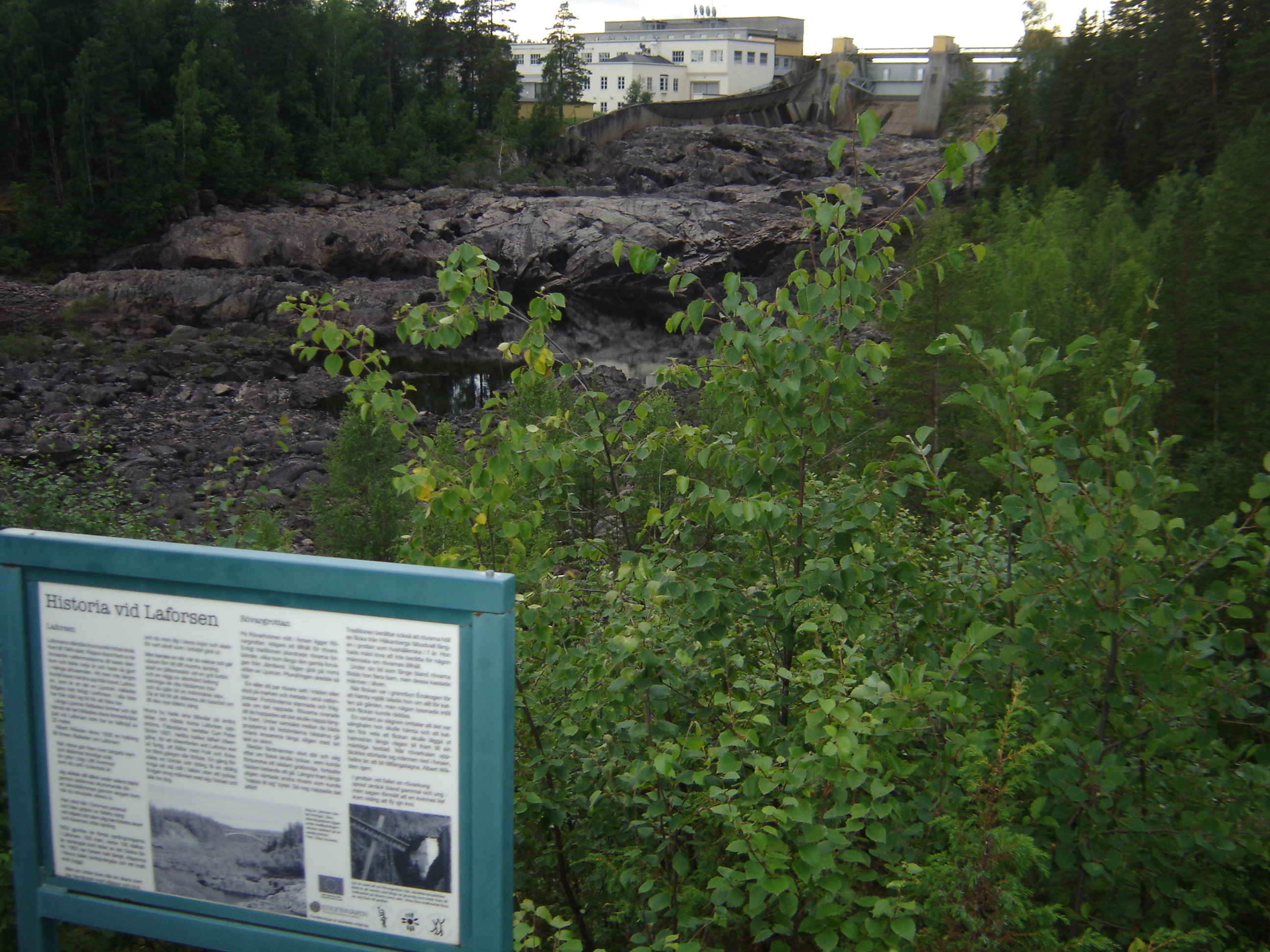
Laforsens kraftverk sett från vänstra stranden.